# Anton Stankowski
Anton Stankowski (Gelsenkirchen, Alemanya, 18 de juny de 1906 – Esslingen am Neckar, Alemanya, 11 de desembre de 1998) va ser un pintor, fotògraf i dissenyador gràfic alemany. Conegut per les seves innovacions en art gràfic d'inspiració constructivista, així com per haver desenvolupat una teoria del disseny pròpia. Stankowski treballar en la creació d'un llenguatge gràfic visual capaç de representar processos naturals i tecnològics i nocions abstractes d'una manera estètica i comprensible. Moltes de les obres de Stankowski demostren característiques semblants a l'ús d'estructures fractals molt abans de la seva popularització per Benoît Mandelbrot l'any 1975.

## Primers anys
Stankowski va néixer l'any 1906 en una família de classe treballadora. Els seus pares eren originaris de la regió prussiana de Masúria, avui Polònia. Les dificultats econòmiques havien forçat el seu pare a emigrar a la regió industrial de Westfàlia, on va començar a treballar de minaire. L'any 1914, mentre el pare és al servei militar, la mare porta els seus dos fills a Neidenburg, a casa d'uns familiars, allà Stankowski comença a rebre classes a l'escola municipal i els professors paren especial atenció al seu talent com a dibuixant.
L'any 1920, comença a treballar d'aprenent al taller d'un pintor i decorador de Gelsenkirchen, on aprèn a dissenyar papers de paret per decorar apartaments. Conjutament amb altres aprenents, forma un grup excursionista. És en les sortides d'aquesta colla que Stankowski fa les seves primeres fotografies amb una càmera Voigtländer. En paral·lel a la seva formació d'aprenent, rep classes gratuïtes impartides per l'ajuntament de Gelsenkirchen, que li serveixen com a una primera aproximació a l'art contemporani. L'any 1924, entra en contacte amb el grup d'artistes "Das Junge Rheinland", que rep el suport de la marxant d'art Johanna Ey. El seu interès per les diverses formes d'expressió artística va creixent, la qual cosa el porta a presentar-se als exàmens d'accés de l'Acadèmia Folkwang a Essen, on serà admès. Allà es forma amb professors i artistes destacats del moment, com Wilhelm Poetter i Max Burchartz que l'introdueixen a les teories del disseny contemporani i a les noves tècniques fotogràfiques que sorgien aleshores.

## Carrera professional

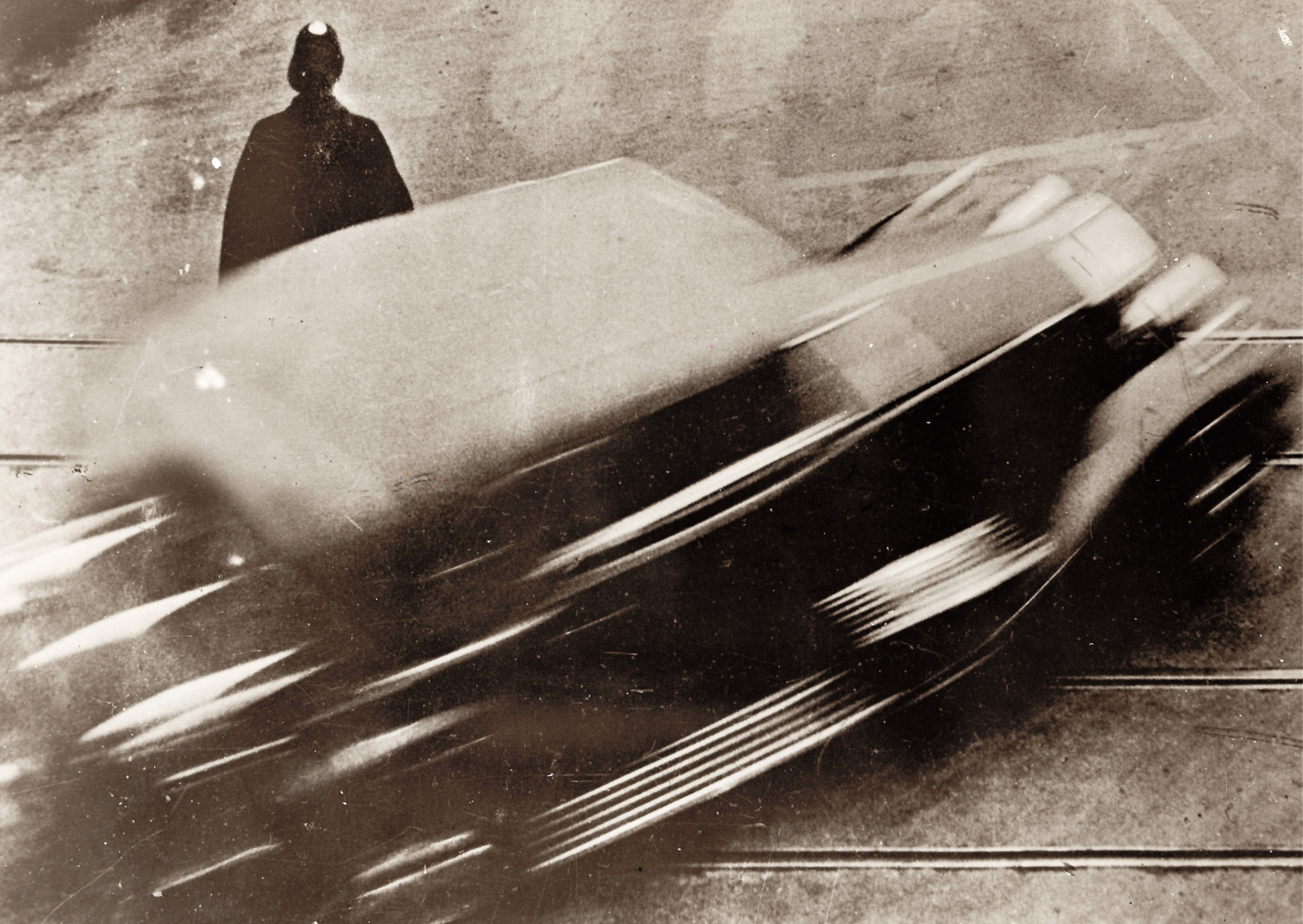
Zeitprotokoll im Auto, Anton Stankowski

L'any 1929 es trasllada a Zúric on treballarà fins al 1934 per una agència publicitària destacada, sota la direcció de Max Dalang. En la seva estada a Suïssa, desenvolupa l'estil de disseny "Konstruktive Grafik", que unifica tipografia i imatge des d'una perspectiva innovadora pel moment. Paral·lelament a la seva vida laboral, forma un cercle cultural amb diversos artistes i dissenyadors gràfics que resideixen a la ciutat com Max Bill Verena Loewensberg i Paul Lohse. Al llarg d'aquests anys Stankowski va completar la seva ‘Teoria del Disseny’ en què va desenvolupar formes fonamentals d'expressió gràfica.
L'any 1934, a causa de la retirada del seu permís de treball, va haver de deixar Suïssa i, després de passar una temporada a Lörrach, l'any 1938 es va instal·lar finalment a Stuttgart, on va fundar el seu propi estudi, conjuntament amb Emil Zander, un altre dissenyador. En paral·lel, treballava com a fotògraf per un diari de la ciutat. En les instantànies d'aquesta època s'expressa el caràcter experimental de Stankowski, conjuntament amb les influències que havia rebut durant la seva estada a Zúric.
Quan inicia la Segona Guerra Mundial, Stankowski es cridat a files. L'any 1945 esdevé presoner de guerra de l'Exèrcit Roig, que li encarrega pintar retrats d'oficials soviètics. Quan és finalment alliberat l'any 1948, el bombardeig aliat ha destruït el seu estudi a Stuttgart, tanmateix algunes de les seves obres s'havien pogut salvar gràcies a un trasllat temporal al Kochelsee. Aquest mateix any, entra a treballar com a fotoperiodista i il·lustrador pel "Stuttgart Illustrete", una publicació centrada en contingut gràfic. Manté una amistat amb el pintor Willi Baumeister, amb qui comparteixen les seves visions sobre art.

Berlin Layout dissenyat per Anton Stankowski

L'any 1951, torna a treballar de forma autònoma i obre un estudi. Desenvolupa un nou cercle cultural amb Max Bense, Egon Eirmann i Willi Baumaister, entre d'altres. Rep diversos encàrrecs de disseny de logotips per empreses. Els seus dissenys giren al voltant de la representació visual de processos abstractes emprant símbols i imatges que puguin ser comprensibles per tothom. En aquest procés creatiu fa un ús extensiu del seu arxiu fotogràfic. Els seus "dissenys gràfics funcionals", per IBM i SE van tenir un gran èxit. En aquest període, va compaginar la seva tasca creativa amb l'exercici de docent a la Facultat de Disseny de la Universitat d'Ulm.

Logotip de Viessmann

A la dècada de 1960, Stankowski va crear el llegendari "Berlin Layout" (lit. disseny de Berlín), la identitat visual de la ciutat, així com els logotips de les marques comercials IDUNA i VIESSMANN. Entre 1969 i 1972 va ser president del Comitè de Disseny Visual dels Jocs Olímpics de Múnic. En paral·lel a aquest càrrec, Stankowski es va dedicar més intensament a la pintura, amb un ús constant de la diagonal com a element compositiu a les seves creacions. Aquest tret va ser fonamental en la creació d'un dels seus logotips més cèlebres, el del Deutsche Bank. Una creació que va ser reconeguda per la publicació online Creative Review, com el segon millor logotip de tots els temps. Com va dir Patrick Burgoyne, l'editor de la revista Creative Review, "El logotip de Deutsche Bank és una abreviatura visual neta del tipus de valors que podríeu desitjar en una entitat bancària, la seguretat (el quadrat) i el creixement (la diagonal)".
L'any 1976, l'estat de Baden-Württemberg li va atorgar una càtedra, i Stankowski, que era considerat un pioner del disseny gràfic, va rebre innombrables premis i homenatges, essent el més recent, el premi Molfenter de la ciutat de Stuttgart l'any 1991.
L'any 1983, va establir la Fundació Stankowski per atorgar premis a creadors per unir els dominis de les belles arts i les arts aplicades, com ell mateix havia fet. Després de la seva mort el desembre de 1998, la Federació d'Artistes d'Alemanya li va concedir el premi honorífic Harry Graf Kessler per la seva trajectòria vital.
Segons Stankowski, "les arts aplicades i les belles arts es condicionen i es fan avançar mútuament. L'obra de Stankowski destaca per estar a cavall entre aquestes dues arts mitjançant la síntesi d'informació i l'impuls creatiu. Entre els seus referents pictòrics hi ha Piet Mondrian, Kazimir Malèvitx i Vassili Kandinsky.